# Liste der Bodendenkmäler in Gangelt
Die Liste der Bodendenkmäler in Gangelt enthält die denkmalgeschützten unterirdischen baulichen Anlagen, Reste oberirdischer baulicher Anlagen, Zeugnisse tierischen und pflanzlichen Lebens und paläontologischen Reste auf dem Gebiet der Gemeinde Gangelt im Kreis Heinsberg in Nordrhein-Westfalen (Stand: 31. Dezember 2013). Diese Bodendenkmäler sind in Teil B der Denkmalliste der Gemeinde Gangelt eingetragen; Grundlage für die Aufnahme ist das Denkmalschutzgesetz Nordrhein-Westfalen (DSchG NRW).
| Bild | Bezeichnung                                | Lage            | Beschreibung | Bauzeit | Eingetragen seit | Denkmal- nummer |
| ---- | ------------------------------------------ | --------------- | --- | ------- | ---------------- | --------------- |
| BW   | Burgwüstung, Burg Gangelt                  | Gangelt Karte   | 120 m südöstlich der Pfarrkirche steht in einem Wiesengelände der Ostturm der Gangelter Burg. Der aus Ziegelstein gemauerte, rechteckige Turm hat eine Seitenlänge von 8 m × 8,50 m. An der Nordseite sind auf 16 m Länge die Reste der Ostmauer obertägig erhalten. An der Ost- und Südseite des Turmes sind durch die unterschiedliche Verwitterung die Ansätze ehemaliger Anbauten zu erkennen. Hinweis auf eine zweiteilige Anlage sind dem Gelände nicht zu entnehmen. Auch das Urkataster von 1813 gibt keinen Hinweis auf die ehemalige Burg und die Tranchot-Karte Nr. 65 (Gangelt) von 1804/05 zeigt neben einem Grabenrest an der Westseite nur andeutungsweise die Reste der Burgruine. Nach Aufzeichnungen von 1614 und 1701 handelte es sich um eine zweiteilige Burganlage mit zwei Torbauten und einer Brücke, die Burg und Vorburg verband. 1364 wird erstmals ein landesherrliches Schloss genannt, das wohl in Zusammenhang mit dem Ende des 13. Jahrhunderts erfolgten zweiten Ortsbefestigung errichtet wird. Die Anlage wird 1484 und 1542 zerstört und von dem Pfandherren von Hanxler neu erbaut, ehe sie 1791 bis auf den Burgturm mit angrenzenden Wirtschaftsgebäuden abgebrochen wird. Die im Boden erhaltenen Reste der Burg sind bedeutend für die Geschichte der Siedlung Gangelt. |         | 15.10.1987       | 1               |
|      | Stadtbefestigung (Mauer, Stadttor, Graben) | Gangelt         | Mauer und Graben der mittelalterlichen Stadtbefestigung von Gangelt sind in weiten Bereichen erhalten und restauriert. Sie umfassen ein schräg viereckiges Areal von 330 m × 320 m. An der Ostseite verläuft nördlich der Bundesstraße 56 auf 85 m ein teilweise restaurierter Mauerbereich, der durch eine 20 m breite Baulücke unterbrochen ist. Der wie die gesamte Stadtbefestigung aus Ziegelstein errichtete Halbrundturm hat einen Durchmesser von 5,40 m. In der nördlichen Verlängerung weisen die Bodenaufwölbungen darauf hin, dass die Fundamente noch in der Erde erhalten sind. Zum Teil sind diese auch überbaut. Als Geländekanten und Bodensenken treten die ehemaligen Grabenbereiche deutlich im Gelände hervor. An der Nordostecke steht das Heinsberger Tor. Auch hier ist zu erwarten, dass die Ecktürme und Mauerwangen der ehemaligen Doppeltoranlage wie beim Bruchtor (siehe untern) im Boden als Fundamente erhalten sind. Im anschließenden nördlichen Bereich ist die Stadtumwehrung gut erhalten. Die Breite des als Senke deutlich sichtbaren Grabens beträgt 19 m (Profil A-B). In ihrem weiteren Verlauf biegt die Stadtbefestigung nach Süden um. Hier ist die Stadtmauer von Wohn- und Wirtschaftsgebäuden überlagert, der Grabenbereich nördlich der Sittarder Straße ist aufgeschüttet und überbaut. Von dem Sittarder Tor, so wie es die Urkarte von 1813 zeigt, sind obertägig keine Reste erhalten. Die Westseite der Stadtbefestigung ist im Bereich der Heil- und Pflegeanstalt tiefgründig zerstört. Südlich angrenzend und im weiteren Verlauf bis zum Bruchtor sind ein Halbrundturm sowie weitere Mauerreste erhalten. In diesem Bereich kann damit gerechnet werden, dass die Fundamente im Boden erhalten sind, da hier keine tiefgründige Überbauung erfolgte. Im Grabenbereich erfolgte in den letzten Jahren eine Einzelhausbebauung. Im Bereich des dritten, an der Südseite gelegenen Gangelter Stadttores, dem Bruchtor, fanden im April 1981 im Rahmen von Kanalisations- und Straßenbauarbeiten archäologische Untersuchungen im Bereich des Zwingers und des Vortores statt. Dabei wurden im Wesentlichen die Eintragungen der Urkarte von 1813 bestätigt. Die Torwangen ragen vom Haupttor 20 m nach Süden und sind in der Front des Vortores 12 m breit. Vor dem Südtor traten in 3 und 8 m Abstand die Reste zweier Pfeiler auf, die als Auflage für eine Brücke über den Stadtgraben dienten. Bei den 4 m tiefen Sockeln handelte es sich um Eckguadern, deren Baumaterial aus hellem Sandstein bestand. Die aufgehende Zwingermauer an der Westseite war auf einer Höhe von 1,35 m erhalten. An der Westseite des Haupttores ist der Ansatz der ausgebrochenen Stadtmauer auf einer Höhe von 6,90 m zu erkennen. Die Breite beträgt im Bereich des Wehrganges 0,45 m, in darunter liegenden Bereich 0,95 m. Eine Umwehrung des 828 erstmals urkundlich genannten Gangelt mit einer vorstädtischen Holz-Erde-Befestigung bis zum 13. Jahrhundert ist sehr wahrscheinlich, doch weder quellenmäßig noch durch Befunde gesichert. Seit der Mitte des 13. Jahrhunderts ist im Rahmen des Stadtausbaues unter Dietrich II. von Heinsberg mit einer Befestigung zu rechnen. 1315 wird das Sittarder Tor erstmals urkundlich genannt, 1482 die Stadtmauern. 1542 wird die Stadt durch kaiserliche Truppen im Geldrischen Erbfolgekrieg erobert und gebrandschatzt. 1819 muss das baufällige Sittarder Tor der Straßenerweiterung weichen. Die obertägig und untertägig erhaltenen Bereiche der mittelalterlichen Stadtbefestigung von Gangelt sind bedeutend für die Geschichte der Menschen, Städte und Siedlungen zwischen der Rur und Maas sowie für die Entwicklung der Fortifikationstechnik. |         | 15.10.1987       | 2               |
|      | Siedlung/Kirche                            | Gangelt         | Bestimmend für das Stadtbild von Gangelt ist die im Südteil, an der Hangkante zum Rodebach gelegene Pfarrkirche. Der angrenzende westliche und nördliche Bereich gehört mit zum Zentrum des früh- und hochmittelalterlichen Siedlungskernes. Westlich der Kirche dürfte der fränkische Königshof gelegen haben, von dem obertägig keine Reste erhalten sind. In dem gesamten Bereich sind wiederholt bei Tiefbaumaßnahmen mittelalterliche Siedlungsspuren aufgetreten, so u.a. im Innenbereich der Kirche. Fundamente des romanischen Vorgängerbaues und ein hochmittelalterlicher Brunnen westlich der Pfarrkirche. Die Urkatasterkarte von 1813 zeigt den bis heute weitgehend identisch gebliebenen Straßenverlauf sowie die Flurbezeichnung „Frijthof“ als Hinweis auf den Königshof. Im Bereich der heutigen Bruchstraße sind zwei Wassergräben dargestellt, bei denen es sich nach W. Piepers (Rhein. Landesmuseum Bonn 1978) um die Reste des hochmittelalterlichen Wallgrabens gehandelt haben dürfte. Nach dem heutigen Kenntnisstand, den aufgetretenen Funden sowie unter Hinzuziehung vergleichbarer Objekte ist zu erwarten, dass bauliche Reste des Königshofes, der älteren Kirchenbauten, der Siedlung und der Umwehrung im Boden erhalten sind. In seiner Schrift Translatio et miracula ss. Marcelline er Petri nennt Einhardt, der Biograph Karls des Großen, den Ort Gangelt. Es handelt sich dabei um einen Königshof im Maasgau, am Reiseweg zur Kaiserpfalz Nimwegen gelegen. Um 1100 erhält Goswin I., Herr von Heinsberg, den Besitz, der im 14./15. Jahrhundert zunächst an Brabant und dann an Jülich als Erblehen fällt. 1301 wird Gangelt erstmals als Stadt bezeichnet. In diese Zeit fällt auch der Ausbau der romanischen Kirche sowie die Erweiterung der Stadt mit dem zweiten Ausbau der Stadtumwehrung mit Mauer und Stadttor (Sittardertor 1315 erstmals genannt). Der Bereich des ehemaligen Königshofes ist bedeutend für die Besiedlungsgeschichte zwischen Rur und Maas sowie für die mittelalterliche Stadtgeschichte im Allgemeinen. |         | 15.10.1987       | 3               |
|      | Niederungsmotte                            | Breberen-Schümm | 2,5 km östlich von Saeffelen liegt unmittelbar südlich der Straße von Breberen in Richtung Harzelt die Burganlage „Altenburg“. Das heutige Burggelände des 18. Jahrhunderts liegt zum Teil über einer Motte. Zu der Burganlage gehören zwei verschiedene Grabensysteme, ein neueres, Anfang des 20. Jahrhunderts verfülltes, das Anschluss an den Saeffelbach besaß, sowie ein älterer Graben von 3,50 m Breite an der Sohle bei einer Gesamtbreite von ca. 12 m unmittelbar am Fuße der Motte. Dieser Graben zeichnet sich vor allem im Westen und Norden noch deutlich im Gelände ab. Im Süden ist er dagegen für die Anlage eines Gartens verfüllt. Die Motte erhebt sich 3,5 m über das Niveau der Grabensohle. Ihre Oberfläche erstreckt sich in NS-Richtung über 12 m, in OW-Richtung betrug die Ausdehnung ursprünglich wahrscheinlich mehr, ist aber durch das moderne Gebäude verfälscht. |         | 28.11.1986       | 4               |
|      | Schanze                                    | Gangelt         | 7 km nordwestlich der Ortsmitte von Geilenkirchen und 1 km südöstlich der Ortsmitte von Stahe liegt in unmittelbarer Nähe der niederländischen Grenze und wenige Meter östlich der Neutralestraße in landwirtschaftlich genutztem Gelände eine Viereckschanze von 30 m × 35 m mit Wall und Graben. Die 1 m bereite Wallkrone erhebt sich heute nur 1,50 m über die Umgebung und 0,30 m über den Innenraum der Schanze. |         |                  | 5               |
|      | Schanze                                    | Gangelt         | 7 km westlich von Geilenkirchen in unmittelbarer Nähe der niederländischen Grenze und wenige Meter östlich der Neutralestraße liegt beim Grenzstein 264 in einem Waldstück die Schanze Hohenbusch. Die Schanze besteht aus einer rechteckigen Grabenanlage mit abgerundeten Ecken von ca. 29 – 38 m (von Grabenmitte zu Grabenmitte gemessen) mit innenliegendem Wall und geringfügig vertieftem Innenraum. Die ca. 1,5 m breite Wallkrone erhebt sich nur 1,2 m über die Sohle des stark verflachten, 8 m bereiten Grabens. |         | 28.11.1986       | 6               |
|      | Verschanzung                               | Gangelt         | 1,2 km südöstlich der Ortsmitte von Gangelt und 1 km südlich der B 56 liegt 50 m nördlich der niederländischen Grenze und 85 m südlich des Rodebaches der Schanzberg von Mindergangelt. Es handelt sich um eine mittelalterliche Verschanzung von unregelmäßig-rechteckigem Grundriss im flachen Bruch (heute Wiesengelände) gelegen. Der 1,65 m hohe Hügel ist mit einigen großen alten Bäumen bestanden. Sofern früher Gräben vorhanden waren, sind die heute verfüllt. Nur südlich der Verschanzung zeichnet sich in der Wiese noch ganz schwach eine Geländekante ab, vielleicht der Rest eines ehemaligen Grabens. 50 m südlich des Schanzberges begleitet ein Wall das Nordufer eines Bachlaufes, der heute die Grenze zu den Niederlanden bildet. Es bleibt unsicher, ob es sich bei diesem Wall um eine alte Landwehr oder eine moderne Grenzmarkierung handelt. Der Schanzberg diente ursprünglich wohl dem Schutz einer alten Straße, die südlich von Gangelt bei der Mohrenmühle in Richtung Heringshof – Neutrale Straße führte und von der Dammreste noch bis 1908 erhalten waren. |         | 28.11.1986       | 7               |
|      | Verschanzung                               | Gangelt         | 2,5 km südwestlich der Ortsmitte von Gangelt liegt in unmittelbarer Nähe der niederländischen Grenze, etwa 60 m nördlich der Etzenrather Mühle an einer Gelände-Steilkante ein Wallgeviert von verschobenem rechteckigem Grundriss, eine mittelalterliche Verschanzung. Der dem Rodebachtal zugewandte S-Hang des Hügels ist äußerst steil. Durch die optimale Ausnutzung der Geländestufe liegt das Innere der Verschanzung runde 10 m über dem Niveau des heutigen Rodebachufers. Um einen Teil der SW-Seite, um die NW- und NO-Seite der Verschanzung zieht sich ein tiefer Graben, dem nochmals ein kleines, halbkreisförmiges Vorwerk vorgelagert ist. Der Schanzberg diente wahrscheinlich dem Schutz zweier Wege, die von Gangelt nach Hastenrath herunterführten und ihre Fortsetzung auf niederländischer Seite fanden. |         | 28.11.1986       | 8               |
|      | Wallgrenze                                 | Gangelt         | Bei dem sog. Teufelsbusch handelt es sich um ein langrechteckiges Waldstück direkt an der Grenze (in der Ortslage Hohenbusch) zu den Niederlanden, dass in viele kleine Parzellen aufgeteilt ist. Die kleinteilige Parzellierung hat dieses Gebiet auch bisher vor den auf drei Seiten, auch von niederländischer Seite, angelegten Tagebauen bewahrt, die bereits bis an die Grenzen des Waldstückes herangeführt worden sind, um hier anstehende hochwertige Tone zu gewinnen. Direkt innerhalb der heutigen Waldkante ist ein stark verflachter Wall mit davor liegendem, ebenfalls stark verflachtem Graben, zu erkennen. Die Tiefe des Grabens beträgt nur noch max. 30 cm, der Wall erreicht nur selten eine max. Höhe von 20 cm und auch der Übergang vom Wall zum Graben ist sehr fließend und flach. Die Grabenanlage zieht sich im Westen und Norden auf einer Länge von ca. 112 bzw. ca. 400 m fast komplett um den Wald. Die Ostflanke kann nur noch durch den Grabenknick im Nordosten bestimmt werden, ist aber ansonsten fast vollständig eingeebnet. Die Südseite muss auf niederländischem Gebiet gelegen haben, dieser Bereich ist allerdings bereits durch einen Tagebau abgebaut worden, so dass die ursprüngliche Ausdehnung im Gelände nicht mehr zu ermitteln ist. Im Inneren der Anlage existiert ein weiterer Grünabschnitt, der sich von der Grenze ausgehend über eine Länge von ca. 40 m Nord nach Süd durch den Wald zieht. Die Kanten und der Bewuchs lassen hier aber auf eine rezente Anlage schließen. Des Weiteren finden sich wenige Vertiefungen, die möglicherweise von Schützenlöchern oder frühindustriellen Gruben herrühren. Bei einer früheren Begehung konnten auch noch weitere Gruben im Gelände entdeckt werden, die als kreisrund bei einem Durchmesser von etwa 2,0 m und einer Tiefe von 0,2 m beschrieben werden können. Aufgrund der beschriebenen Charakteristika handelt es sich bei dem Waldgrenzenbefund mit größter Wahrscheinlichkeit um eine sog. Viehtrift, die entweder den Auslauf der Tiere bei der Waldweide eingrenzen sollte oder die Tiere aus dem Waldstück fernhalten sollte, beispielsweise zur Anzucht von Bäumen. |         | 18.01.2013       | 9               |